# Hideko Takamine
Hideko Takamine (高峰 秀子 Takamine Hideko?, n. 27 martie 1924, Hakodate, Japonia – d. 28 decembrie 2010, Shibuya, Tōkyō, Japonia) a fost o actriță japoneză care a debutat în filme ca actor-copil și a devenit o vedetă de cinema care și-a păstrat faima pe parcursul a jumătate de secol. Ea este cunoscută mai ales pentru colaborarea cu regizorul Mikio Naruse. Sora ei mai mare, Mieko (1918-1990), a fost, de asemenea, actriță.

## Tinerețea

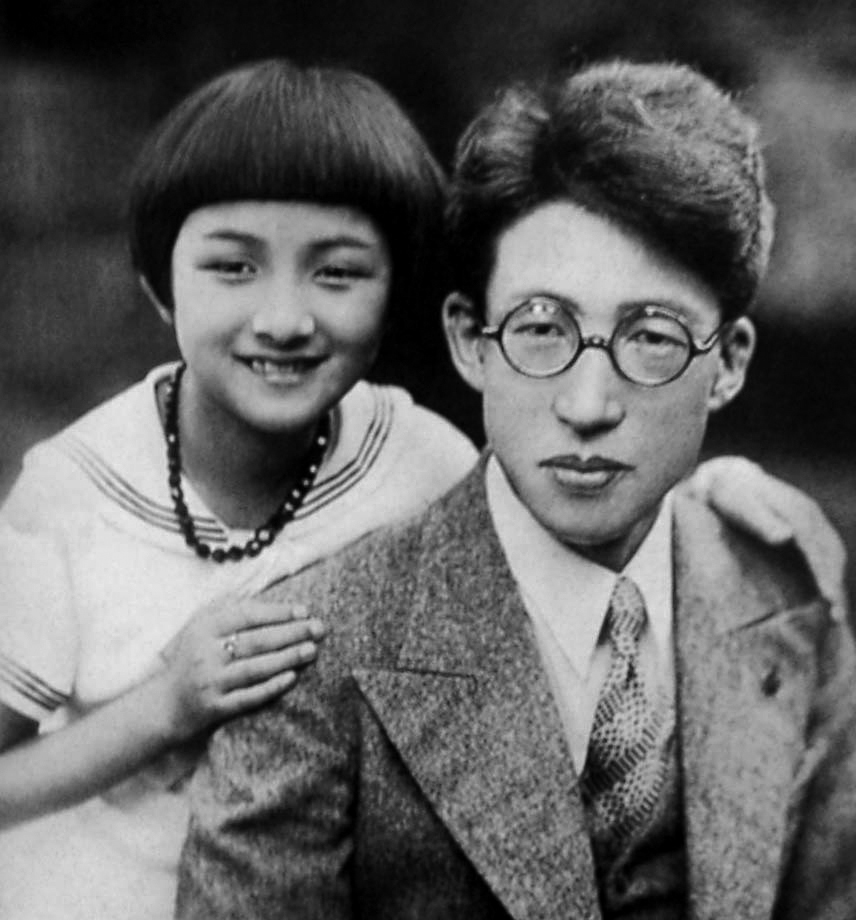
Takamine și cântărețul Taro Shoji în 1934

Takamine s-a născut în Hakodate, Hokkaidō în 1924. Primul ei rol a fost în filmul Mama (Haha) din 1929 al companiei Shochiku, care i-a adus o popularitate imensă ca actor copil. Curând a fost considerată o Shirley Temple a Japoniei.

## Carieră
După ce s-a mutat în 1937 la studioul Toho, rolurile sale dramatice din filmele Tsuzurikata kyōshitsu și Uma ale lui Kajirō Yamamoto i-au consolidat faima de stea de cinema. Unele dintre filmele în care a apărut în anii 1930 și 1940 s-au pierdut în timpul celui de-al Doilea Război Mondial, când arhivele de film ale Japoniei au fost avariate în urma bombardamentelor și incendiilor.
În 1950 a făcut o mișcare ce a fost considerată la acea vreme a fi foarte îndrăzneață, părăsind studioul Shin Toho și devenind o actriță liber-profesionistă foarte căutată. Filmele sale realizate sub îndrumarea regizorilor Keisuke Kinoshita și Mikio Naruse din anii 1950 și de la începutul anilor 1960 au transformat-o într-o vedetă a Japoniei. Interpretarea unei profesoare conștiincioase dintr-un oraș mic care observă viața elevilor ei de-a lungul mai multor zeci de ani în filmul The Twenty-four Eyes (1954) al lui Kinoshita este considerat a sta la baza succesului extraordinar și al popularității îndelungate ale filmului în Japonia. O altă interpretare puternică a fost în rolul fiicei fermierului din filmul Immortal Love (1961).
Takamine a fost favorizată în special de regizorul Mikio Naruse, care a distribuit-o într-o duzină de filme ale sale și i-a oferit roluri de femei muncitoare cu o voință puternică, care luptau cu sărăcia sau și erau constrânse să ducă o existență supusă într-o familie de tip tradițional. Printre acestea se numără rolul eroinei cu o poveste tragică de dragoste din Floating Clouds (1955) și al unei angajate în vârstă a unui bar din Ginza, disperată să scape de situația ei, din When a Woman Ascends the Stairs (1960).

## Viața personală
Ea s-a căsătorit cu scenaristul-regizor Zenzo Matsuyama în 1955, dar a stabilit un precedent, alegând să nu renunțe la cariera de actriță. A jucat în multe filme memorabile în anii 1960 și s-a retras din cariera de actriță în 1979. După ce s-a retras din activitatea de actriță a publicat o autobiografie și mai multe volume de eseuri.

## Moartea
Hideko Takamine a murit de cancer pulmonar la 28 decembrie 2010, la vârsta de 86 de ani.

## Filmografie selectivă

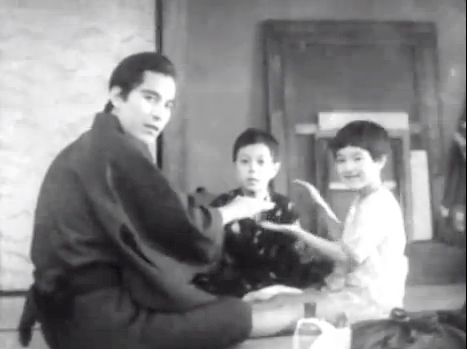
Corul Tokyo (1931)
De la stânga la dreapta: Tokihiko Okada, Hideo Sugawara și Hideko Takamine

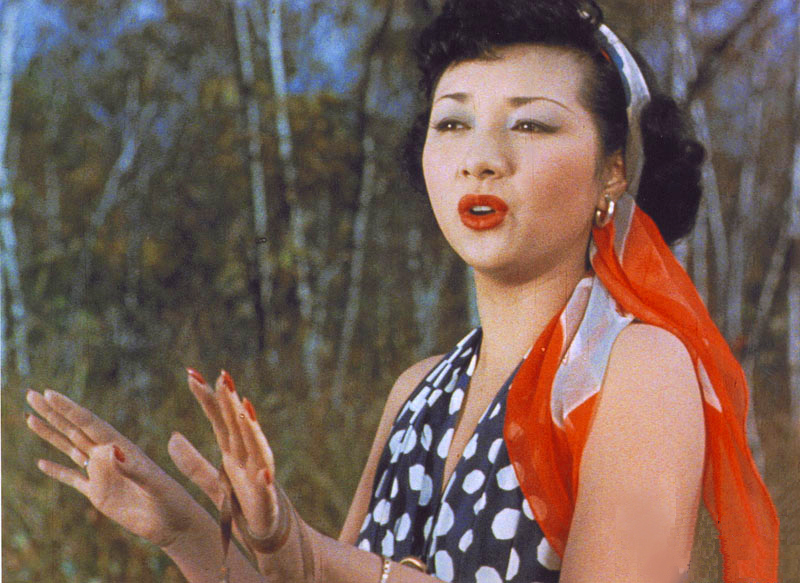
Carmen Comes Home (1951)

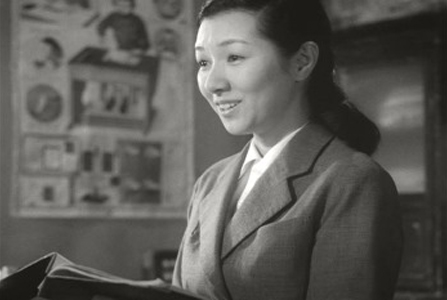
Hideko Takamine în Vingt-quatre prunelles (1954)

- 1929: La Mère (母 Haha?), regizat de Hōtei Nomura
- 1931: Le Chœur de Tokyo (東京の合唱 Tōkyō no kōrasu?), regizat de Yasujirō Ozu
- 1933: Joue contre joue (頬を寄すれば Hoho o yosureba?), regizat de Yasujirō Ozu
- 1936: Le Nouveau Chemin : Akemi (新道前篇 Shindo: Zempen Akemi no maki?), regizat de Heinosuke Gosho
- 1936: Le Nouveau Chemin : Ryota (新道後篇 Shindo: Kohen Ryota no maki?), regizat de Heinosuke Gosho
- 1937: La Chanson du panier à fleur (花籠の歌 Hana-kago no uta?), regizat de Heinosuke Gosho - Hamako
- 1938: Le Cours de rédaction (綴方教室 Tsudzurikata kyōshitsu?), regizat de Kajirō Yamamoto
- 1941: Hideko, receveuse d'autobus (秀子の車掌さん Hideko no shashō-san?), regizat de Mikio Naruse
- 1941: Cheval (馬 Uma?), regizat de Kajirō Yamamoto - Ine Onoda[8]
- 1943: La Guerre de l'opium (阿片戦争／阿片戰争 Ahen sensō?), regizat de Masahiro Makino
- 1946: Les Descendants de Taro Urashima (浦島太郎の後裔 Urashima Tarō no keiō?), regizat de Mikio Naruse
- 1946: Ceux qui bâtissent l'avenir (明日を作る人々 Asu o tsukuru hitobito?), regizat de Akira Kurosawa, Hideo Sekigawa și Kajirō Yamamoto
- 1946: Une femme gaie (陽気な女 Yōkina onna?), regizat de Kiyoshi Saeki
- 1947: L'Ogre d'Ōedo (大江戸の鬼 Ōedo no oni?), regizat de Ryō Hagiwara
- 1947: O amour, avec les étoiles (愛よ星と共に Ai yo hoshi to tomo ni?), regizat de Yutaka Abe
- 1947: L'Invitation au bonheur (幸福への招待 Kōfuku e no shōtai?), regizat de Yasuki Chiba
- 1949: Tokyo Folies (銀座カンカン娘 Ginza kankan musume?), regizat de Kōji Shima
- 1950: Les Sœurs Munakata (宗方姉妹 Munekata kyōdai?), regizat de Yasujirō Ozu
- 1950: Bruine de neige (細雪 Sasame yuki?), regizat de Yutaka Abe
- 1951: Carmen revient au pays (カルメン故郷に帰る Karumen kokyō ni kaeru?), regizat de Keisuke Kinoshita
- 1952: L'Éclair (稲妻 Inazuma?), regizat de Mikio Naruse
- 1953: Là d'où l'on voit les cheminées (煙突の見える場所 Entotsu no mieru basho?), regizat de Heinosuke Gosho
- 1953: Les Oies sauvages (雁 Gan?), regizat de Shirō Toyoda
- 1954: Quelque part sous le ciel immense (この広い空のどこかに Kono hiroi sora no dokoka ni?), regizat de Masaki Kobayashi
- 1954: Vingt-quatre prunelles (二十四の瞳 Nijūshi no hitomi?), regizat de Keisuke Kinoshita
- 1955: Nuages flottants (浮雲 Ukigumo?), regizat de Mikio Naruse
- 1956: Le Cœur d'une épouse (妻の心 Tsuma no kokoro?), regizat de Mikio Naruse[9]
- 1956: Au gré du courant (流れる Nagareru?), regizat de Mikio Naruse
- 1957: Au fil des ans dans la joie et la peine (喜びも悲しみも幾歳月 Yorokobi mo kanashami mo ikutoshitsuki?), regizat de Keisuke Kinoshita
- 1957: Une femme indomptée (あらくれ Arakure?), regizat de Mikio Naruse
- 1958: Omul cu ricșa (無法松の一生 Muhōmatsu no isshō?), regizat de Hiroshi Inagaki - Yoshiko, văduva căpitanului Yoshioka[10]
- 1960: Filles, épouses et une mère (娘・妻・母 Musume tsuma haha?), regizat de Mikio Naruse
- 1960: Quand une femme monte l'escalier (女が階段を上る時 Onna ga kaidan wo agaru toki?), regizat de Mikio Naruse
- 1960: La Rivière Fuefuki (笛吹川 Fuefukigawa?), regizat de Keisuke Kinoshita
- 1961: Un amour éternel (永遠の人 Eien no hito?), regizat de Keisuke Kinoshita
- 1961: Le Bonheur est en nous (名もなく貧しく美しく Na mo naku mazushiku utsukushiku?), regizat de Zenzō Matsuyama
- 1962: Tous les deux au fil des saisons (二人で歩いた幾春秋 Futari de aruita ikushunjū?), regizat de Keisuke Kinoshita
- 1962: La Place de la femme (女の座 Onna no za?), regizat de Mikio Naruse
- 1962: Chronique de mon vagabondage (放浪記 Hōrōki?), regizat de Mikio Naruse
- 1963: L'Histoire de la femme (女の歴史 Onna no rekishi?), regizat de Mikio Naruse
- 1964: Tourments (乱れる Midareru?), regizat de Mikio Naruse
- 1966: Délit de fuite (ひき逃げ Hikinige?), regizat de Mikio Naruse
- 1967: La Femme du docteur Hanaoka (華岡青洲の妻 Hanaoka Seishū no tsuma?), regizat de Yasuzō Masumura - Otsugi
- 1973: L'Extatique (恍惚の人 Kōkotsu no hito?), regizat de Shirō Toyoda

## Premii și distincții
- 1954: Premiul Mainichi pentru cea mai bună actriță pentru interpretările ei din Onno no Sono, Kono hiroi sora no dokoka ni și Twenty-Four Eyes[11]
- 1954: Premiul Panglica Albastră pentru cea mai bună actriță pentru interpretările ei din Twenty-Four Eyes, Onno no Sono și Kono hiroi sora no dokoka ni[12]
- 1955: Premiul Mainichi pentru cea mai bună actriță pentru interpretarea ei din Floating Clouds[11]
- 1955: Premiul Kinema Junpo pentru cea mai bună actriță pentru interpretarea ei din Floating Clouds[13]
- 1957: Premiul Mainichi pentru cea mai bună actriță pentru interpretările ei din Times of Joy and Sorrow și Untamed[14]
- 1961: Premiul Mainichi pentru cea mai bună actriță pentru interpretările ei din Happiness of Us Alone și Immortal Love[14]

## Legături externe
- Eiga Stars IV :: Hideko Takamine Eiga Stars: Portrete ale divelor japoneze din anii 1950
- University of Waterloo, Spring 1994, Profil KINEMA
- San Francisco Chronicle, „Director Mikio Naruse retrospective takes insightful plunge into a postwar Japan in flux”, 28 decembrie 2005.
- Hideko Takamine la Internet Movie Database
- Hideko Takamine pe Japanese Movie Database
- Anunț funerar, Hideko Takamine, Lauded Japanese Actress, Dies at 86 în ziarul The New York Times